# Ортона
Орто́на (итал. Ortona) — итальянская коммуна, расположенная в области Абруццо, в провинции Кьети.
Население составляет 22 892 человек, плотность населения — 322,97 чел./км². Занимает площадь 70,88 км². Почтовый индекс — 66026. Телефонный код — 085.
Покровителем населённого пункта считается апостол Фома, мощи которого хранятся в городе с XIII века в базилике Святого Фомы (итал. Basilica di San Tommaso Apostolo). Благодаря этому Ортона является важным паломническим центром для христиан всего мира.